# Sotés
Sotés település Spanyolországban, La Rioja autonóm közösségben. Sotés Huércanos, Navarrete, Hornos de Moncalvillo, Daroca de Rioja, Santa Coloma és Ventosa községekkel határos. Lakosainak száma 260 fő (2024).

## Népesség
A település népessége az elmúlt években az alábbi módon változott:
| Lakosok száma | 210  | 262  | 281  | 287  | 290  | 290  | 291  | 294  | 267  | 260  |
|               | 2001 | 2004 | 2007 | 2009 | 2012 | 2014 | 2017 | 2019 | 2022 | 2024 |